# Кажимухан
Кажимуха́н (каз. Қажымұқан) — село у складі Ордабасинського району Туркестанської області Казахстану. Входить до складу Кажимуканського сільського округу.
До 1999 року село називалось Ленінту, до 2001 — Зерделі.
Населення — 1882 особи (2021; 1697 у 2009, 1608 у 1999, 1376 у 1989).